# 种阜草
种阜草（学名：Moehringia lateriflora）是石竹科种阜草属的植物。分布在土耳其、哈萨克斯坦、俄罗斯、蒙古、欧洲、朝鲜、日本以及中国大陆的内蒙古、吉林、山西、宁夏、河北、黑龙江、辽宁等地，生长于海拔780米至2,300米的地区，见于林缘，目前尚未由人工引种栽培。

## 别名
莫石竹（东北草本植物志）